# Ecuador
"Ecuador" – singel niemieckiego projektu muzycznego Sash! oraz Adriana Rodrigueza. Singel został wydany w 1997 roku, został umieszczony na albumie It's My Life - The Album.

## Lista utworów
- Źródło: Discogs[1]

1. "Ecuador" (Single Mix - With Intro) – 3:31
2. "Ecuador" (Original 12") – 5:53
3. "Ecuador" (Future Breeze Mix) – 6:06
4. "Ecuador" (Klubbheads Mix) – 6:31
5. "Ecuador" (Bruce Wayne Mix) – 5:48
6. "Ecuador" (Feelmachine Mix) – 5:45

## Notowania na Listach przebojów
| Kraj/Region       | Lista (1997)                         | Najwyższa pozycja |
| ----------------- | ------------------------------------ | ----------------- |
| Belgia (Flandria) | Ultratop 50                          | 1                 |
| Stany Zjednoczone | U.S. Billboard Dance/Club Play Songs | 1                 |
| Belgia (Walonia)  | Ultratop 40                          | 2                 |
| Finlandia         | Top 20 Singles                       | 3                 |
| Szwecja           | Top 60 Singles                       | 4                 |
| Norwegia          | Top 20 Singles                       | 4                 |
| Holandia          | Single Top 100                       | 8                 |
| Szwajcaria        | Singles Top 75                       | 8                 |
| Francja           | Top 100 Singles                      | 12                |
| Austria           | Singles Top 75                       | 16                |
| Nowa Zelandia     | Top 40 Singles                       | 40                |

## Wersja "2007 Reloaded"
W 2007 roku została wydana wersja "2007 Reloaded". Utwór został odnotowany na 17. miejscu na hiszpańskiej liście Top 50 Singles.

### Notowania na listach przebojów
| Kraj/Region | Lista (2007)   | Najwyższa pozycja |
| ----------- | -------------- | ----------------- |
| Hiszpania   | Top 50 Singles | 17                |